# Elecciones provinciales de Misiones de 1960
Las elecciones generales de la provincia de Misiones de 1960 tuvieron lugar el 27 de marzo del mencionado año con el objetivo de restaurar las instituciones democráticas constitucionales luego de cinco años del derrocamiento del gobernador electo Claudio Arrechea en el golpe de Estado de septiembre de 1955, la proscripción del peronismo y el retraso de las elecciones solo en Misiones por parte del gobierno de Arturo Frondizi. El peronismo se encontraba prohibido e impedido para participar, por lo que la competencia real se dio entre las dos facciones de la Unión Cívica Radical, la UCR Intransigente (UCRI), que rechazaba la proscripción; y la UCR del Pueblo (UCRP), favorable a la proscripción.
César Napoleón Ayrault, de la UCRI, obtuvo una estrecha victoria con el 41.11% de los votos contra el 38.21% de la UCRP. El Partido Demócrata Cristiano obtuvo el 11.77% de los votos y el Partido Socialista el 4.73%. En la elección legislativa, la UCRI obtuvo la mitad de la Cámara de Representantes provincial con 14 de los 32 escaños, la UCRP obtuvo 13 escaños, el PDC obtuvo 4 y el PS 1. Los cargos electos asumieron su mandato el 1 de mayo. Mientras que el gobernador tenía un mandato hasta 1964, 16 de los 32 legisladores electos solo estarían en su cargo por un bienio antes de la renovación escalonada de la Cámara.
Ayrault no pudo completar su mandato constitucional debido a que la provincia fue intervenida el 24 de abril de 1962 como consecuencia del golpe de Estado de 1962. Los sucesores de los legisladores no pudieron asumir, pues las elecciones se anularon el 29 de abril, dos días antes de que la legislatura terminara su mandato.

## Resultados

### Gobernador
| Candidato              | Partido         | Partido                            | Votos  | %     |
| ---------------------- | --------------- | ---------------------------------- | ------ | ----- |
| César Napoleón Ayrault |                 | Unión Cívica Radical Intransigente | 30.373 | 41,11 |
| Mario Losada           |                 | Unión Cívica Radical del Pueblo    | 28.231 | 38,21 |
| L. M. Duarte           |                 | Partido Demócrata Cristiano        | 8.693  | 11,77 |
| A. P. Hermida          |                 | Partido Socialista de Misiones     | 3.494  | 4,73  |
| R. Burgos Terán        |                 | Partido Liberal                    | 1.573  | 2,13  |
| V. Mutinelli           |                 | Partido Demócrata Conservador      | 1.514  | 2,05  |
|                        |                 |                                    |        |       |
| Votos positivos        | Votos positivos | Votos positivos                    | 73.878 | 82,76 |
| Votos en blanco        | Votos en blanco | Votos en blanco                    | 14.932 | 16,73 |
| Votos anulados         | Votos anulados  | Votos anulados                     | 456    | 0,51  |
| Total de votos         | Total de votos  | Total de votos                     | 89.266 | 100   |
| Fuente:                |                 |                                    |        |       |

### Vicegobernador
| Candidato         | Partido         | Partido                            | Votos  | %     |
| ----------------- | --------------- | ---------------------------------- | ------ | ----- |
| César Errecaborde |                 | Unión Cívica Radical Intransigente | 30.368 | 41,11 |
| R. D. Baccay      |                 | Unión Cívica Radical del Pueblo    | 28.233 | 38,22 |
| L. A. Derna       |                 | Partido Demócrata Cristiano        | 8.692  | 11,77 |
| María S. de Silva |                 | Partido Socialista de Misiones     | 3.494  | 4,73  |
| E. Vignolles      |                 | Partido Liberal                    | 1.573  | 2,13  |
| P. Vidal          |                 | Partido Demócrata Conservador      | 1.514  | 2,05  |
|                   |                 |                                    |        |       |
| Votos positivos   | Votos positivos | Votos positivos                    | 73.874 | 82,76 |
| Votos en blanco   | Votos en blanco | Votos en blanco                    | 14.932 | 16,73 |
| Votos anulados    | Votos anulados  | Votos anulados                     | 456    | 0,51  |
| Total de votos    | Total de votos  | Total de votos                     | 89.262 | 100   |
| Fuente:           |                 |                                    |        |       |

### Cámara de Representantes
| Partido         | Partido                            | Votos  | %     | Bancas | Electos |
| --------------- | ---------------------------------- | ------ | ----- | ------ | --- |
|                 | Unión Cívica Radical Intransigente | 30.093 | 40,73 | 14/32  | Ver electos: - Ida Fanny Ettori de Contristano - Carlos Domínguez - Rolando Olmedo - Norberto Velozo - Héctor Olivera - Pascual Próspero Sarubbi - Anastasio Cabrera - Isaac Escalada - César Fidel Felip Arbó - José Orlando Lépori - Julio R. Pernigotti - Ramón Pelinski - Nicolás Alberto Torres - Emilio Marcial Dera |
|                 | Unión Cívica Radical del Pueblo    | 28.043 | 37,95 | 13/32  | Ver electos: - Eugenio L. Rodríguez - Antonio María Etcheto - Juan Carlos Guerra - Fermín Bullón - Carlos M. J. Pintos - Luis Anton - Ángel Lucio di Pietro - Edmundo Yaniskowski - Jorge Ostafchuk - Carmelo Lider Robaldo - José Roberto Scarso - Raúl Ernesto Porta - Luis Carvallo                                     |
|                 | Partido Demócrata Cristiano        | 8.921  | 12,07 | 4/32   | Ver electos: - Aquiles Irigaray - José Hipólito Reborati - Adonai Enrique Vieira - Mario Fiorina |
|                 | Partido Socialista                 | 3.609  | 4,88  | 1/32   | - Vicente Mario Díaz |
|                 | Partido Liberal                    | 1.622  | 2,20  |        | |
|                 | Partido Demócrata Conservador      | 1.604  | 2,17  |        | |
|                 |                                    |        |       |        | |
| Votos positivos | Votos positivos                    | 73.892 | 82,76 |        | |
| Votos en blanco | Votos en blanco                    | 14.907 | 16,70 |        | |
| Votos anulados  | Votos anulados                     | 482    | 0,54  |        | |
| Total de votos  | Total de votos                     | 89.281 | 100   |        | |
| Fuente:         |                                    |        |       |        | |